# José Antonio Álvarez Condarco
José Antonio Álvarez Condarco (San Miguel de Tucumán, 1780-Santiago de Chile, 17 de diciembre de 1855) fue un militar argentino, fabricante de pólvora y otros explosivos, cartógrafo, ayudante de campo y secretario privado del general José de San Martín.

## Biografía
Su padre era el alcalde Álvarez de Condarco. Adhirió a la filial de la Logia Lautaro que había formado en Tucumán José Moldes. Residía en Buenos Aires en 1810, y apoyó con entusiasmo a la Revolución de Mayo. A fines de ese año fue comisionado junto con Antonio Álvarez Jonte para una misión diplomática en Chile, donde consiguió una alianza militar entre los revolucionarios de ambos países. De allí se trasladó a Lima, donde no existía un movimiento revolucionario análogo al del Río de la Plata y al de Chile. Fue arrestado en varias oportunidades, de modo que regresó a Córdoba.
En 1812 fue reconocido como oficial de artillería; su gran conocimiento en materia de explosivos, le valió ser nombrado director de la fábrica de pólvora de Córdoba recientemente fundada, y también de cartografía.
En 1813 formó parte de la campaña del coronel Juan Gregorio de Las Heras a Chile, con la misión de dirigir el arsenal patriota. Se hizo amigo allí de Marcos Balcarce, quien envió por su intermedio importantes mensajes al general José de San Martín, gobernador de Cuyo, poco antes de la derrota de la Patria Vieja chilena en la batalla de Rancagua.
El Libertador apreció su patriotismo y decidió retenerlo a su lado: lo nombró director de polvorín y lo envió luego en misión confidencial a Buenos Aires, ante el director Supremo Juan Martín de Pueyrredón. Debía establecer con éste la cantidad y tipo de artículos de guerra necesarios para la campaña de los Andes.

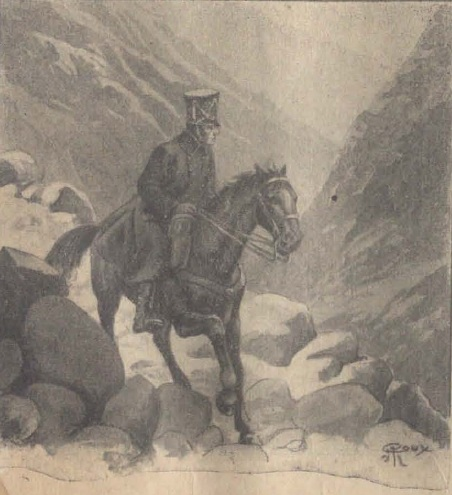
Ilustración de Álvarez Condarco de camino a su misión en Chile.

A fines de 1816, San Martín lo envió a Chile, con el encargo aparente de llevar cartas al gobernador realista Casimiro Marcó del Pont. Lo que San Martín quería, en realidad, era que la gran memoria visual de Álvarez Condarco retuviera los accidentes de la cordillera, para marcar luego el camino del ejército. Así cruzó por Los Patos y, ni bien llegado, Marcó del Pont lo despachó de vuelta por el paso más corto, que era el de Uspallata. Al firmarle el pasaporte, Marcó del Pont agregó un comentario ambiguo referido a San Martín, que podía ser una acusación de traición a la monarquía española, o bien una expresión de racismo: 

Yo firmo con mano blanca y no como la de su general, que es negra.

Los mapas que trazó luego de este viaje fueron fundamentales para el cruce que el Ejército de los Andes realizó a Chile por esos dos pasos.
Actuó como ayudante de campo de San Martín. Combatió heroicamente como ayudante de campo en la batalla de Chacabuco. En 1818 fue enviado a comprar barcos para la primera escuadra chilena a Gran Bretaña, donde también persuadió a Lord Thomas Cochrane de aceptar la comandancia de la misma. Juan Illingworth Hunt se hizo cargo de la arriesgada empresa de conducir a través del Océano la flota de Lord Cochrane hasta las playas chilenas. 
Se retiró del ejército poco antes de la Expedición Libertadora del Perú y permaneció en Chile, dedicado a construir caminos. Prestó servicios en Bolivia, luego en Mendoza.
Retornó a Chile una vez lograda la independencia y vivió allí enseñando matemáticas. Durante un tiempo, fue jefe del Departamento de Ingenieros y Caminos de la República de Chile.
Impedido de regresar a su país por su pública oposición al régimen de Rosas, vivió en Chile hasta su fallecimiento, en 1855, en Santiago de Chile. Murió en la miseria y sus amigos debieron costearle el entierro.
A fines de la década de 1980, se intentó repatriar los restos de Álvarez Condarco, y por eso se consultó a la Embajada argentina en Chile sobre el paradero de aquellos. La Embajada respondió que, de acuerdo al informe del Cementerio General de Santiago, «el terreno de la sepultura N° 560, correspondiente a don José Antonio Álvarez Condarco, fue enajenado después de 100 años por abandono, en virtud del artículo 11 del Reglamento del Cementerio».